# إدوارد إيفرت
إدوارد ايفرت (بالإنجليزية: Edward Everett)‏ (ولد 11 أبريل 1794 - توفي 15 يناير 1865) هو سياسي وقس ومعلم ودبلوماسي وخطيب أمريكي من ماساتشوستس. انضن إيفرت لحزب الويغ، ودخل مجلس النواب ومجلس الشيوخ والحاكم الخامس عشر لولاية ماساتشوستس، وسفير البلاد لدى بريطانيا العظمى، ووزير خارجية الولايات المتحدة. كما درّس في جامعة هارفارد وعمل رئيسا لها.
اعتبر إيفرت أحد أعظم الخطباء الأمريكيين في عصر ما قبل الحرب الأهلية وخلالها. وكثيرا ما يذكر اليوم باعتباره الخطيب في حفل تكريم المقبرة الوطنية في جيتيسبيرغ في عام 1863، حيث تحدث لأكثر من ساعتين، قبل أن يلقي الرئيس أبراهام لينكون خطابه الشهير في جيتيسبيرغ الذي دام لدقيقتين فقط.
إيفرت هو ابن قس وتلقى تعليمه في جامعة هارفارد، وعمل لفترة وجيزة في كنيسة براتل ستريت في بوسطن قبل أن يمتهن التدريس في جامعة هارفارد. وشملت هذه الوظيفة دراسات تحضيرية في أوروبا، لذلك أمضى عامين وهو يدرس في جامعة غوتنغن، وسنتين أخريين وهو يسافر في أنحاء أوروبا. درّس الأدب اليوناني القديم لعدة سنوات في جامعة هارفارد قبل أن يشارك في السياسة ويبدأ مسيرته الطويلة كمتحدث. وخدم عشر سنوات في كونغرس الولايات المتحدة قبل فوزه في الانتخابات حاكما لولاية ماساتشوستس في عام 1835. وأنشأ مجلس الولاية التعليمي، وهو الأول من نوعه في البلاد.
بعد هزيمته في انتخابات 1839 بصوت واحد، تم تعيين إيفرت سفيرا في بريطانيا العظمى، وبقي في المنصب حتى عام 1845. ثم أصبح رئيس جامعة هارفارد، وهو عمل سرعان ما كرهه. في عام 1849 أصبح مساعدا لصديقه وزميله القديم دانيال وبستر، والذي تم تعيينه وزير الخارجية. شغل ايفرت منصب وزير الخارجية بعد وفاة وبستر وذلك لبضعة أشهر حتى أقسم اليمين ليكون سيناتورا عن ماساتشوستس. وفي السنوات الأخيرة من حياته سافر إيفرت وألقى الخطب في جميع أنحاء البلاد. وأيد الجهود المبذولة للحفاظ على الاتحاد قبل الحرب الأهلية، وترشح لمنصب نائب الرئيس عن تذكرة حزب الاتحاد الدستوري خلف السياسي جون بيل في انتخابات عام 1860. وكان نشطا في دعم جهود الاتحاد خلال الحرب ودعم لينكون في انتخابات 1864.

## روابط خارجية
- إدوارد إيفرت على موقع الموسوعة البريطانية (الإنجليزية)
- إدوارد إيفرت على موقع إن إن دي بي (الإنجليزية)